# Shirley Mills
Shirley Mills Hanson (Tacoma, Washington, 8 de abril de 1926 - Arcadia, California, 31 de marzo de 2010) fue una actriz y bailarina estadounidense. Es principalmente conocida por su interpretación de los papeles de la hija menor en The Grapes of Wrath y el personaje principal en Child Bride. En esta última película, se la muestra desnuda en una escena mientras nada en un río, filmada cuando apenas tenía unos 12 años, lo que se convirtió en la base para que Child Bride fuera clasificada durante muchos años como una película de explotación.

## Biografía
Shirley Mills nació en 1926 en Tacoma en el estado de Washington, aunque en 1937 se mudó, con su familia, al sur de California. Comenzó su carrera como bailarina infantil y luego apareció en películas como Child Bride (1938) a la edad de 12 años, The Grapes of Wrath (1940) y la película protagonizada por Shirley Temple, Young People (1940). También fue miembro adolescente del grupo de baile jitterbug del estudio cinematográfico Universal Pictures, The Jivin' Jacks and Jills, en los años 40 además trabajó como modelo de moda y publicidad.
Abandonó la actuación muy pronto, cuando tenía poco más de veinte años, luego fue pionera en la venta de servicios de procesamiento de datos en la década de 1960, convirtiéndose en la primera mujer presidenta de la Asociación de Gestión de Procesamiento de Datos en Los Ángeles y luego en vicepresidenta de marketing y relaciones públicas de Programación aplicada a la gestión, un importante centro de procesamiento de datos, para el cual inició una división para organizaciones sin ánimo de lucro. Hanson también lanzó su propia empresa de planificación de bodas, A Party for All Seasons.
Se casó con Melvin Hubert Hanson, un ministro anglicano, en 1977, quien murió en 1994 en una accidente de tráfico.
Murió en Arcadia, California, el 31 de marzo de  2010, ocho días antes de cumplir 84 años, por complicaciones de una neumonía.

## Filmografía
| Películas  | Películas                         | Películas                               | Películas                                                                 |
| Año        | Título                            | Papel                                   | Notas                                                                     |
| ---------- | --------------------------------- | --------------------------------------- | ------------------------------------------------------------------------- |
| 1938       | Child Bride                       | Jennie Colton                           | Títulos alternativos: Child Bride of the Ozarks Child Brides Dust to Dust |
| 1939       | The Under-Pup                     | Cecilia Layton                          |                                                                           |
| 1940       | The Grapes of Wrath               | Ruth «Ruthie» Joad                      |                                                                           |
| 1940       | Virginia City                     | Jovencita sureña llorosa                | Sin acreditar                                                             |
| 1940       | Young People                      | Mary Ann                                |                                                                           |
| 1940       | Five Little Peppers in Trouble    | June                                    |                                                                           |
| 1940       | Diamond Frontier                  | Chica con una gorra jugando en la calle | Sin acreditar                                                             |
| 1942       | Miss Annie Rooney                 | Audrey Hollis                           |                                                                           |
| 1943       | Shadow of a Doubt                 | Shirley                                 | Título alternativo: Shadow of Doubt                                       |
| 1943       | Reveille with Beverly             | Laura Jean Oliver                       | Sin acreditar                                                             |
| 1943       | Henry Aldrich Gets Glamour        | Hortense                                | Sin acreditar Título alternativo: Henry Gets Glamour                      |
| 1943       | Mister Big                        | Miembro de The Jivin' Jacks and Jills   | Sin acreditar                                                             |
| 1943       | Top Man                           | Bailarina                               | Sin acreditar Título alternativo: Man of the Family                       |
| 1943       | Always a Bride's Maid             | Miembro de The Jivin' Jacks and Jills   | Sin acreditar                                                             |
| 1943       | True to Life                      | Radio Sister                            | Sin acreditar                                                             |
| 1944       | Chip Off the Old Block            | Miembro de The Jivin' Jacks and Jills   | Sin acreditar                                                             |
| 1944       | None Shall Escape                 | Anna Oremska                            |                                                                           |
| 1944       | Nine Girls                        | «Tennessee» Collingwood                 |                                                                           |
| 1945       | Patrick the Great                 | Miembro de The Jivin' Jacks and Jills   | Sin acreditar                                                             |
| 1945       | Snafu                             | Estudiante                              | Sin acreditar Título alternativo: Welcome Home                            |
| 1946       | Blondie's Lucky Day               | Grace Perkins                           | Escenas eliminadas                                                        |
| 1946       | Betty Co-ed                       | Gloria Campbell                         | Título alternativo: The Melting Pot                                       |
| 1946       | That Brennan Girl                 | Olivette la niñera                      | Sin acreditar Título alternativo: Tough Girl                              |
| 1949       | An Old-Fashioned Girl             | Belle                                   |                                                                           |
| 1950       | It's a Small World                | Susan Musk a los 16 años                | Acreditada como Shirley O. Mills                                          |
| 1950       | What Happened to Jo Jo            | Jennifer Van Zandt                      | Cortometraje Acreditada como Shirley O. Mills                             |
| 1951       | Fighting Coast Guard              | Verna                                   | Sin acreditar                                                             |
| 1951       | The Family Secret                 | File Girl                               | Sin acreditar                                                             |
| 1951       | The Model and the Marriage Broker | Ina Kuschner                            | Sin acreditar                                                             |
| 1952       | My Six Convicts                   | Blonde Tilly                            | Sin acreditar Título alternativo: My 6 Convicts                           |
| Televisión |                                   |                                         |                                                                           |
| Año        | Título                            | Papel                                   | Notas                                                                     |
| 1954       | My Little Margie                  | Muriel Joyner                           | 1 episodio Acreditada como Shirley O'Mills                                |
| 1956       | Ford Star Jubilee                 |                                         | 1 episodio                                                                |